# Violet Odogwu
Violet Odogwu (Violet Obiamaka Odogwu; * 15. Mai 1942 in Asaba-Ase, Delta) ist eine ehemalige nigerianische Weitspringerin, Hürdenläuferin, Hochspringerin und Sprinterin.
1958 wurde sie bei den British Empire and Commonwealth Games in Cardiff Neunte im Hochsprung und Zwölfte im Weitsprung. Mit der nigerianischen 4-mal-110-Yards-Stafette schied sie im Vorlauf aus.
1966 gewann sie bei den British Empire and Commonwealth Games in Kingston Bronze im Weitsprung und wurde Achte über 80 m Hürden.
Bei den Olympischen Spielen 1968 in Mexiko-Stadt kam sie im Weitsprung auf den neunten Platz. In der Qualifikation stellte sie mit 6,45 m ihre persönliche Bestleistung auf.